# Ire Works
Ire Works är ett studioalbum av The Dillinger Escape Plan som utgavs 5 november 2007. Albumet är producerat av Steve Evetts. Den tidigare trummisen Chris Pennie hade lämnat bandet, för att spela med Coheed and Cambria och ersatts av Gil Sharone som tidigare spelade trummor i Stolen Babies. Gitarristen Brian Benoit spelade inte heller på albumet men bandet hade inte sagt något om ett permanent avhopp. Förutom Ben Weinman var Jeff Tuttle också gitarrist på plattan.

## Låtlista
1. "Fix Your Face" – 2:41
2. "Lurch" – 2:03
3. "Black Bubblegum" – 4:04
4. "Sick on Sunday" – 2:10
5. "When Acting as a Particle" – 1:23
6. "Nong Eye Gong" – 1:16
7. "When Acting as a Wave" – 1:33
8. "82588" – 1:56
9. "Milk Lizard" – 3:55
10. "Party Smasher" – 1:56
11. "Dead as History" – 5:29
12. "Horse Hunter" – 3:11
13. "Mouth of Ghosts" – 6:49

## Banduppsättning
- Greg Puciato - sång
- Ben Weinman - gitarr, elektronik
- Liam Wilson - bas
- Gil Sharone - trummor
- Jeff Tuttle - gitarr